# Охаба (Горж)
Охаба (рум. Ohaba) — село у повіті Горж в Румунії. Входить до складу комуни Беленешть.
Село розташоване на відстані 219 км на захід від Бухареста, 17 км на північний схід від Тиргу-Жіу, 89 км на північ від Крайови.

## Населення
За даними перепису населення 2002 року у селі проживали 272 особи, усі — румуни. Усі жителі села рідною мовою назвали румунську.